# Joe Vitale
Joe Vitale, född 20 augusti 1985, är en amerikansk professionell ishockeyspelare som spelar för Detroit Red Wings i NHL. Han har tidigare spelat för Pittsburgh Penguins och Arizona Coyotes.
Vitale draftades i sjunde rundan i 2005 års draft av Pittsburgh Penguins som 195:e spelare totalt.